# Heteranassa
Heteranassa es un género  de lepidópteros de la familia Erebidae. Es originario de Norteamérica.

## Especies
- Heteranassa fraterna J.B. Smith, 1899 (syn: Heteranassa minor J.B. Smith, 1899)
- Heteranassa mima Harvey, 1876